# 칼 글루스먼
칼 글루스먼(영어: Karl Glusman, 1988년 1월 3일 ~ )은 미국의 배우이다.

## 출연 작품

### 영화
- 2024년 시빌 워: 분열의 시대 - 감적수 역